# Збірна Палестини з футболу
Збі́рна Палести́ни з футбо́лу (араб. منتخب فِلَسطِيْن لِكُرَّةُ الْقَدَم) — представляє Палестину на міжнародних футбольних змаганнях. Контролюється Палестинською футбольною асоціацією, яка з 1998 року є членом АФК та ФІФА. Станом на 3 квітня 2025 посідає 101-e місце у рейтингу футбольних збірних світу.

## Чемпіонат світу
- з 1930 по 1998 — не брала участь
- з 2002 по 2022 — не пройшла кваліфікацію
- 2026 — кваліфікація триває

## Кубок Азії
- з 1956 по 1996 — не брала участь
- з 2000 по 2011— не пройшла кваліфікацію
- 2015 — груповий етап
- 2019 — груповий етап
- 2023 — 1/8 фіналу